# 王信翔
王信翔（1978年10月19日—），本名王恭信，台灣鄉土劇男演員，2014年因爭議事件暫時離開演藝圈，自西元2017年起在台中各知名夜市販賣焗烤海鮮貝、魷魚翅，於2021年正式回歸演藝圈。

## 演出作品

### 電視劇
| 頻道                       | 年份                       | 劇名                               | 飾演        |
| -------------------------- | -------------------------- | ---------------------------------- | ----------- |
| 三立台灣台                 | 2002年                     | 戲說台灣《肉身菩薩》               | 警察        |
| 《台灣阿誠》               | 2002年                     | 檢察官                             |             |
| 2005年                     | 戲說台灣《還春嬤》         | 拳頭師                             |             |
| 2005年                     | 《台灣龍捲風》             | 郭健華                             |             |
| 2005年                     | 戲說台灣《南鯤鯓囝仔公》   | 阿文                               |             |
| 2006年                     | 戲說台灣《櫻花戀 》        | 楊啟宏                             |             |
| 2006年                     | 戲說台灣《夜叉村傳奇》     | 楊啟宏                             |             |
| 2006年                     | 戲說台灣《陰陽師掠夜叉》   | 楊啟宏                             |             |
| 2006年                     | 戲說台灣《轉輪王審奇冤》   | 鬼魂                               |             |
| 2006年                     | 戲說台灣《地藏王渡夜叉女》 | 楊啟宏                             |             |
| 2006年                     | 戲說台灣《翁某樹》         | 林世堂                             |             |
| 2006年                     | 戲說台灣《真假仙》         | 吕洞賓 萬財                        |             |
| 2007年                     | 戲說台灣《人魚小姐》       | 方世龍                             |             |
| 2007年                     | 戲說台灣《神犬奇緣》       | 李大嘴 天送                        |             |
| 2007年                     | 戲說台灣《傀儡告陰狀》     | 謝文正 謝家寶 謝天惜               |             |
| 2007年                     | 戲說台灣《貔貅咬錢》       | 徐永泰                             |             |
| 2007年                     | 戲說台灣《戇古觕龜精》     | 添榜                               |             |
| 2008年                     | 戲說台灣《五毒囝仔神》     | 趙公明                             |             |
| 2008年                     | 戲說台灣《飛天石鎮鬼門關》 | 王建華                             |             |
| 2008年                     | 戲說台灣《澎湖七美人》     | 春生                               |             |
| 2008年                     | 戲說台灣《澎湖嫁棺材》     | 陳大發                             |             |
| 2008年                     | 戲說台灣《錢鼠咬金瓜》     | 劉富貴                             |             |
| 2008年                     | 戲說台灣《送窮神》         | 周世材                             |             |
| 2009年                     | 戲說台灣《油炸活包公》     | 林萬德                             |             |
| 2009年                     | 戲說台灣《包公鍘鬼母》     | 趙來義                             |             |
| 2009年                     | 戲說台灣《民雄乳母冤》     | 楊鴻敏                             |             |
| 2009年                     | 戲說台灣《钟馗闹元宵》     | 文生                               |             |
| 2009年                     | 戲說台灣《麥寮還魂奇譚》   | 吳明德                             |             |
| 2009年                     | 戲說台灣《紅毛仔撞妖》     | 阿明                               |             |
| 2009年                     | 戲說台灣《暴牙關公》       | 書生                               |             |
| 2009年                     | 戲说台灣《陰陽桃花雙牆開》 | 陳金火                             |             |
| 2009年                     | 戲說台灣《撞天婚》         | 圳嘉                               |             |
| 2009年                     | 戲說台灣《頭城雷劈石》     | 楊石生                             |             |
| 2009年                     | 戲說台灣《石麒麟救母》     | 杜永豐                             |             |
| 2009年                     | 戲說台灣《金門十八錢窖》   | 王剛正 王健文 李文魁               |             |
| 2009年                     | 戲說台灣《田中夫妻樹》     | 方春發 陳瑞龍                      |             |
| 2009年                     | 戲說台灣《鍾馗鬧元宵》     | 文生                               |             |
| 2010年                     | 戲說台灣《日本籍土地公》   | 蔡火旺                             |             |
| 2010年                     | 戲說台灣《狗人問天劫》     | 蕭永富                             |             |
| 2010年                     | 戲說台灣《姻緣井》         | 陳萬順                             |             |
| 2010年                     | 戲說台灣《乞金龜》         | 陳勝傑                             |             |
| 2010年                     | 戲說台灣《月老拼財神》     | 錢村生                             |             |
| 2010年                     | 戲說台灣《千年豬哥村》     | 天蓬元帥                           |             |
| 2010年                     | 戲說台灣《鯉魚雙生子》     | 阿海 魚精                          |             |
| 2011年                     | 戲說台灣《關渡媽祖田》     | 帥公閃                             |             |
| 2011年                     | 戲說台灣《生人活埋》       | 林家龍                             |             |
| 2011年                     | 戲說台灣《蝨母仙傳奇》     | 李金河                             |             |
| 2011年                     | 戲說台灣《天公點狀元》     | 王大富                             |             |
| 2011年                     | 戲說台灣《白賊七觕丘罔舍》 | 巫碌用                             |             |
| 2012年                     | 戲說台灣《通天神柱》       | 許天才                             |             |
| 2012年                     | 戲說台灣《拜頭牙做頭家》   | 阿狗                               |             |
| 2012年                     | 戲說台灣《水井姻緣樹》     | 王進川                             |             |
| 2012年                     | 戲說台灣《白紙告陰狀》     | 林大頭                             |             |
| 2012年                     | 戲說台灣 《拜頭牙做頭家》  | 阿狗                               |             |
| 2013年                     | 戲說台灣《觀音藥籤》       | 王大慶                             |             |
| 2013年                     | 戲說台灣《虎鞭弄姻緣》     | 李泰仁                             |             |
| 2014年                     | 戲說台灣《周成過台灣》     | 吳阿添 周成                        |             |
| 2014年                     | 戲說台灣《喢到豬八戒》     | 朱天俊 天蓬元帥                    |             |
| 2021年                     | 戲說台灣《千歲趕千歲》     | 劉勇 血魔                          |             |
| 戲說台灣《奪屍還魂》       | 林寶貝 周耀宗              |                                    |             |
| 戲說台灣《三八兄弟摃石磯》 | 彭初三                     |                                    |             |
| 2022年                     | 戲說台灣《痘神飼契子》     | 蔡天賜                             |             |
| 戲說台灣《金鰍拚烏鱔》     | 金鰍仙                     |                                    |             |
| 2024年                     | 戲說台灣《天燈媽祖》       | 田偉豪                             |             |
| 戲說台灣《濟公戲金蟾》     | 金蟾                       |                                    |             |
| 戲說台灣《帝爺公換子成龍》 | 曾龍豪                     |                                    |             |
| 2025年                     | 戲說台灣《上帝公度蠶妖》   | 雷影                               |             |
| 《願望》                   | 然真人 /蔡萬隆             |                                    |             |
| 三立都會台                 | 2003年                     | 《西街少年》                       | 主持人      |
| 三立都會台                 | 2005年                     | 《王子變青蛙》                     | 醫師        |
| 台視                       |                            | 玫瑰瞳鈴眼《好色惡人伯》           | 警察        |
| 台視                       |                            | 玫瑰瞳鈴眼《誘惑驚魂夜》           | 警察        |
| 台視                       |                            | 玫瑰瞳鈴眼《博命女情癡》           | 刑警        |
| 台視                       |                            | 玫瑰瞳鈴眼《油麻菜籽姊妹情》       | 醫生        |
| 台視                       |                            | 玫瑰曈鈴眼《情人看招》             | 記者        |
| 台視                       | 2006                       | 蝴蝶密碼《蟾蜍咒》                 | 蘇俊文      |
| 台視                       | 2006                       | 蝴蝶密碼《紅塵傳奇～時光魔盒》     | 廖世偉      |
| 台視                       | 2006                       | 蝴蝶密碼《鬼歌》                   | 吳哲明      |
| 台視                       | 2002年                     | 《e流刑警》                        |             |
| 台視                       | 2005年                     | 《海誓山盟》                       | 手下        |
| 民視                       | 2001年                     | 人間劇場－大輪迴《換心人》         | 廖清風      |
| 民視                       | 2002年                     | 人間劇場－人間走馬燈《斷線的風箏》 | 李天亮      |
| 民視                       | 2002年                     | 關鍵時刻 《浪子回頭》              | 獄友        |
| 民視                       | 2003年                     | 關鍵時刻 《激情三角戀》            | 林姓講師    |
| 民視                       | 2003年                     | 關鍵時刻 《性愛契約》              | 姚銘        |
| 民視                       | 2004年                     | 關鍵時刻 《神秘的愛人》            | 刑警阿信    |
| 民視                       | 2004年                     | 關鍵時刻 《天使與魔鬼》            | 刑警阿信    |
| 民視                       | 2004年                     | 關鍵時刻 《愛的怒火》              | 刑警阿信    |
| 民視                       | 2004年                     | 關鍵時刻 《愛情大騙子》            | 刑警阿信    |
| 民視                       | 2004年                     | 關鍵時刻 《都是金錢惹的禍》        | 刑警阿信    |
| 民視                       | 2004年                     | 關鍵時刻 《心事誰人知》            | 刑警阿信    |
| 民視                       | 2004年                     | 關鍵時刻 《美男計》                | 刑警阿信    |
| 民視                       | 2004年                     | 關鍵時刻 《總有一天抓到你》        | 刑警阿信    |
| 民視                       | 2004年                     | 關鍵時刻 《三更半夜》              | 刑警阿信    |
| 民視                       | 2004年                     | 關鍵時刻 《愛情的謊言》            | 刑警阿信    |
| 民視                       | 2004年                     | 關鍵時刻 《五點三十分的神秘禮物》  | 刑警阿信    |
| 民視                       | 2004年                     | 關鍵時刻 《花開的時候》            | 刑警阿信    |
| 民視                       | 2004年                     | 關鍵時刻 《沒有臉的女人》          | 刑警阿信    |
| 民視                       | 2004年                     | 關鍵時刻 《愛的烙印》              | 刑警阿信    |
| 民視                       | 2004年                     | 關鍵時刻 《愛你愛到殺死你》        | 刑警阿信    |
| 民視                       | 2004年                     | 關鍵時刻 《女魔頭》                | 刑警阿信    |
| 民視                       | 2004年                     | 關鍵時刻 《致命的旅程》            | 刑警阿信    |
| 民視                       | 2004年                     | 關鍵時刻 《女作家之死》            | 刑警阿信    |
| 民視                       | 2004年                     | 關鍵時刻 《索命鈴聲》              | 刑警阿信    |
| 民視                       | 2004年                     | 關鍵時刻 《我是你今生的新娘》      | 刑警阿信    |
| 民視                       | 2004年                     | 關鍵時刻 《斷頭女羅剎》            | 刑警阿信    |
| 民視                       | 2004年                     | 關鍵時刻 《別愛陌生人》            | 刑警阿信    |
| 民視                       | 2004年                     | 關鍵時刻 《愛情通緝犯》            | 刑警阿信    |
| 民視                       | 2004年                     | 關鍵時刻 《血染白玫瑰》            | 刑警阿信    |
| 民視                       | 2004年                     | 關鍵時刻 《獵殺情謎(上)》          | 刑警阿信    |
| 民視                       | 2004年                     | 關鍵時刻 《獵殺情謎(下)》          | 刑警阿信    |
| 民視                       | 2004年                     | 關鍵時刻 《最後的晚餐》            | 刑警阿信    |
| 民視                       | 2004年                     | 關鍵時刻 《血手印》                | 刑警阿信    |
| 民視                       | 2004年                     | 關鍵時刻 《遲來的真相》            | 刑警阿信    |
| 民視                       | 2005年                     | 關鍵時刻 《阿爸的眼淚(上)》        | 刑警阿信    |
| 民視                       | 2005年                     | 關鍵時刻 《阿爸的眼淚(下)》        | 刑警阿信    |
| 民視                       | 2005年                     | 關鍵時刻 《山裡來的孩子》          | 刑警阿信    |
| 民視                       | 2005年                     | 關鍵時刻 《親情無價》              | 刑警阿信    |
| 民視                       | 2005年                     | 關鍵時刻 《失蹤時刻》              | 刑警阿信    |
| 民視                       | 2005年                     | 關鍵時刻 《他是我的囝仔》          | 刑警阿信    |
| 民視                       | 2005年                     | 關鍵時刻 《斷魂刀》                | 刑警阿信    |
| 民視                       | 2005年                     | 關鍵時刻 《獵殺流鶯》              | 刑警阿信    |
| 民視                       | 2005年                     | 關鍵時刻 《愛恨陰陽界(下)》        | 刑警阿信    |
| 民視                       | 2005年                     | 關鍵時刻 《失控的謊言》            | 刑警阿信    |
| 民視                       | 2005年                     | 關鍵時刻 《窒息的愛》              | 刑警阿信    |
| 民視                       | 2005年                     | 關鍵時刻 《暗夜訪客》              | 刑警阿信    |
| 民視                       | 2005年                     | 關鍵時刻 《失槍》                  | 刑警阿信    |
| 民視                       | 2005年                     | 關鍵時刻 《惡魔的兒子》            | 刑警阿信    |
| 民視                       | 2005年                     | 關鍵時刻 《愛情殺手》              | 刑警阿信    |
| 民視                       | 2005年                     | 關鍵時刻 《董事長之死》            | 刑警阿信    |
| 民視                       | 2005年                     | 關鍵時刻 《疑雲密佈》              | 刑警阿信    |
| 民視                       | 2005年                     | 關鍵時刻 《留不住的故事》          | 刑警阿信    |
| 民視                       | 2005年                     | 關鍵時刻 《泣血明珠(上)》          | 刑警阿信    |
| 民視                       | 2005年                     | 關鍵時刻 《泣血明珠(下)》          | 刑警阿信    |
| 民視                       | 2005年                     | 關鍵時刻 《警告逃夫(上)》          | 刑警阿信    |
| 民視                       | 2005年                     | 關鍵時刻 《警告逃夫(下)》          | 刑警阿信    |
| 民視                       | 2005年                     | 《意難忘》                         | 小野        |
| 民視                       | 2005年                     | 《紅色女人花-內壢驚魂夫人》        | 林英杰 阿忠 |
| 民視                       | 2005年                     | 藍色水玲瓏《鬼投胎》               | 蔡文忠      |
| 民視                       | 2006年                     | 關鍵時刻 《喜宴》                  | 周建華      |
| 民視                       | 2006年                     | 關鍵時刻 《偷窺》                  | 李家豪      |
| 民視                       | 2007年                     | 藍色水玲瓏《向來生借命》           | 孫永強      |
| 民視                       | 2007年                     | 藍色水玲瓏《魚鱗鬼上身》           | 賈家福      |
| 大愛                       | 2004年                     | 《擺渡》                           |             |
| 大愛                       | 2005年                     | 《阿桃》                           |             |
| 大愛                       | 2006年                     | 《明月照紅塵》                     |             |
| 大愛                       | 2011年                     | 《何處是我家》                     | 陳文正      |
| 大愛                       | 2011年                     | 《畫人生》                         | 蘇信和      |
| 華視                       | 2006年                     | 《寶島少女成功記》                 | 許偉建      |
| 華視                       | 2005年                     | 《舊情綿綿》                       |             |
| 東森戲劇台                 | 2005年                     | 《艾曼紐要怎樣》                   |             |
| 中視                       | 2014年                     | 《月亮上的幸福》                   | 紅龜        |
| 八大第一台                 | 2014年                     | 民間劇場《美女愛上豬八戒》         | 吳天寶      |
| 八大第一台                 | 2014年                     | 民間劇場《狐仙相約來世情》         | 金文杰      |

### 電影
- 《江湖心兄弟情》
- 《灰色驚爆》
- 《綺麗世界》

### 綜藝節目
- 《蘋果啃一口》
- 《黃金夜總會》
- 《康熙來了》
- 《王牌大間諜》

## 爭議
因為買檳榔時調戲檳榔西施，對檳榔西施說：「兩粒五十，我要可以摸可以看的！」。事情被揭發上了新聞版面，之後向當事人道歉。

## 外部連結
- 王信翔的Facebook專頁